# Bukowiec (gmina Nowosolna)
Bukowiec – wieś w Polsce, położona w województwie łódzkim, w powiecie łódzkim wschodnim, w gminie Nowosolna.
W latach 1975–1998 miejscowość należała administracyjnie do ówczesnego województwa łódzkiego.
Miejscowość skomunikowana jest z Łodzią liniami autobusowymi 91B i 94 łódzkiego MPK.